# Plasencia de Jalón
Plasencia de Jalón es un municipio de España, perteneciente a la comarca de Valdejalón en la provincia de Zaragoza, comunidad autónoma de Aragón. Tiene un área de 34,72 km² con una población de 325 habitantes (INE 2022) y una densidad de 10,89 hab/km².

## Historia
La primera cita que se encuentra de este lugar es en el año 1125, según la obra de José María Lacarra Documentos para el estudio de la reconquista y la repoblación del valle del Ebro (Estudios de Edad Media de la Corona de Aragón, Zaragoza 1946), y documenta la variantes Placencia, Placença, Placencia de Rivo Xalonis y Plazencia de Rivo Xalonis.
Desde el siglo XIV fue señorío de los Condes de Luna hasta que en el año 1429 pasó a los Lanuza. En el año 1611, Felipe II le concedió a Pedro de Lanuza el título de conde de Plasencia. También otorgó carta de población (Carta Puebla) a la localidad.

## Demografía
Plasencia de Jalón cuenta con una población de 382 habitantes (INE 2024).
| Gráfica de evolución demográfica de Plasencia de Jalón entre 1842 y 2021                                            |
| |
| Población de derecho según los censos de población del INE Población de hecho según los censos de población del INE |

## Administración y política
| Período   | Alcalde                  | Partido |  |
| --------- | ------------------------ | ------- |  |
| 1979-1983 | Gregorio Benedí Martínez | UCD     |  |
| 1983-1987 |                          |         |  |
| 1987-1991 |                          |         |  |
| 1991-1995 |                          |         |  |
| 1995-1999 |                          |         |  |
| 1999-2003 |                          |         |  |
| 2003-2007 |                          |         |  |
| 2007-2011 |                          |         |  |
| 2011-2015 |                          |         |  |
| 2015-2019 | Gregorio Benedí Martínez | PP      |  |
| 2019-2023 | Fco Javier Pérez Santos  | PSOE    |  |

| Partido político    | Partido político                                   | 2007   | 2011   | 2015   | 2019   |
| Partido político    | Partido político                                   | Ediles | Ediles | Ediles | Ediles |
|                     | Partido de los Socialistas de Aragón (PSOE-Aragón) | 2      | 2      | 3      | 4      |
|                     | Partido Popular de Aragón (PP)                     | 5      | 5      | 4      | 3      |
|                     | Partido Aragonés (PAR)                             | —      | 0      | 0      | —      |
| Total de concejales | Total de concejales                                | 7      | 7      | 7      | 7      |

## Monumentos y lugares de interés

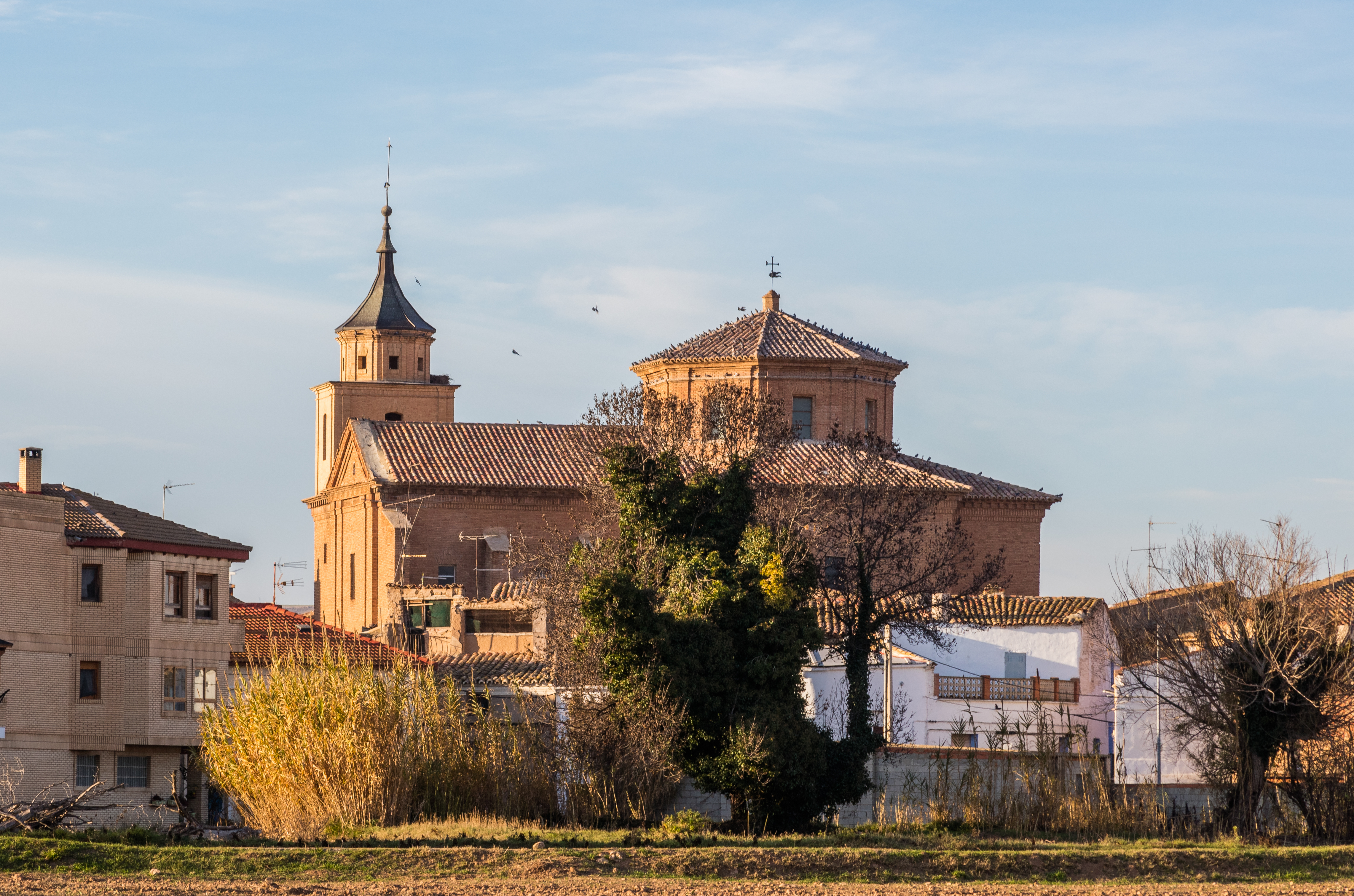
Iglesia de San Juan

- Iglesia de San Juan, siglo XVII, con planta de cruz latina, capillas laterales y crucero con cúpula octogonal, posee interesantes retablos barrocos.
- Muchas de las calles del pueblo están cubiertas por antiguos pasadizos.
- Castillo de Caulor

## Fiestas
- Santa Águeda, 5 de febrero.
- San Antonio, 13 de junio, fiesta dónde se baila el dance.
- La Feria, 7 de septiembre.